# Рослий Іван Павлович
Іван Павлович Рослий (15 (28) червня 1902 , Петрова Буда, Чернігівська губернія  — 15 жовтня 1980 , Москва ) — радянський воєначальник, учасник радянсько-фінської та німецько-радянської війн, Герой Радянського Союзу (1940). Генерал-лейтенант (1945). У роки німецько-радянської війни командував стрілецькими дивізіями та стрілецькими корпусами.

## Молодість та довоєнна служба
Іван Рослий народився 15 (28) червня 1902 року, за іншими даними 28 липня 1902 року в селі Петрова Буда (Чернігівської губернії) у бідній селянській сім'ї. У документах записувався росіянином. Закінчив сільське вище початкове училище у волосному центрі Гордієвка, а на початку 1920-х років — школу 2-го ступеня у Новозибкові. У роки Громадянської війни був комсомольським активістом, працював у рідному селі заступником голови сільради, секретарем комсомольської організації колгоспу, завідувачем хатою-читальню.
У Червоній Армії з 1924 року. Почав службу червоноармійцем конвойного батальйону в Українському військовому окрузі, потім був у ньому командиром відділення. У листопаді 1925 року переведений до 151-го стрілецького полку на посаду політрука роти. 1929 року закінчив курси політруків при Київській піхотній школі, продовживши потім службу в цьому полку. У грудні 1935 року переведений на Далекий Схід, де служив у 105-й стрілецькій дивізії Особливої Червонопрапорної Далекосхідної армії, з серпня 1936 року — командир батальйону в 95-му стрілецькому полку 32-ї стрілецької дивізії У 1937 році закінчив Вищі стрілецько-тактичні курси удосконалення комсоставу піхоти «Постріл», після їх закінчення того ж року зарахований до Військової академії РСЧА імені М. А. Ст. Фрунзе. Будучи спрямованим із групою викладачів і слухачів академії на фронт, брав участь у Радянському вторгненні до Польщі у вересні 1939 року.
Після початку радянсько-фінської війни у грудні 1939 року також був направлений на фронт на бойове стажування і призначений виконуючим посаду командира 245-го стрілецького полку 123-ї стрілецької дивізії 7-ї армії Північно-Західного фронту. Перейшовши в наступ 11 лютого 1940 року, полк під командуванням Івана Рослого першим у дивізії прорвав сильно укріплену смугу «лінії Маннергейма» на виборзькому напрямку, захопив кілька залізобетонних дотів і, розвиваючи наступ, забезпечив успіх дивізії.
Указом Президії Верховної Ради СРСР від 21 березня 1940 року «за зразкове виконання бойових завдань командування на фронті боротьби з фінською білогвардійщиною та виявлені при цьому відвагу та геройство», майору Івану Рослому присвоєно звання Героя Радянського Союзу з рученням ордена Леніна та медалі «Золота Зірка».
Незабаром Іван Рослий був підвищений у військовому званні до полковника і став єдиним із командирів полків, який виступав на нараді при ЦК ВКП(б) начальницького складу РСЧА 14-17 квітня 1940 зі збору досвіду бойових дій проти Фінляндії. У квітні 1940 року був призначений на посаду командира 4-ї стрілецької дивізії в Закавказький військовий округ (Батумі). Тоді ж закінчив академію.

## Німецько-радянська війна
На цій посаді зустрів початок Німецько-радянської війна. 1 серпня 1941 року у Закавказькому військовому окрузі було сформовано 46-а армія і 4-а стрілецька дивізія було включено до її складу. Однак невдовзі дивізія отримала наказ передислокуватися на Південний фронт, де була включена до складу 18-ї армії. Керував її бойовими діями під час Донбасько-Ростовської оборонної та Ростовської наступальної операцій. У першій з цих операцій, 5—7 жовтня 1941 року в районі села Зелений Гай Василівського району Запорізької області 4-а стрілецька дивізія полковника Івана Рослого проривала кільце оточення для основних сил 18-ї армії і своїми діями забезпечила вихід з «котла» багатьох тисяч солдатів армії, але сама зазнала важких втрат (серед убитих були начальник штабу дивізії підполковник М. А. Прокопенко, комісар дивізії полковий комісар М. П. Кирилов, командири полків). 13 травня 1942 року Івану Рослому було присвоєно військове звання «генерал-майор». Надалі дивізія у складі 12-ї армії Південного фронту брала участь у зимових наступальних боях на північ від Ворошиловграда, в Донбаській оборонній операції 1942 року та в оборонному етапі битви за Кавказ. До кінця серпня 1942 дивізія з боями відходила в напрямку міста Туапсе.
30 серпня генерал Іван Рослий вступив у командування 11-м гвардійським стрілецьким корпусом 9-ї армії Північної групи військ Закавказького фронту. Частини корпусу в ході битви за Кавказ відзначилися у відображенні наступу ворога на Малгобекському напрямку (Моздок-Малгобекська оборонна операція) і в Нальчиксько-Орджонікідзевській оборонній операції з вересня по грудень 1942 року, а також у зриві його спроб прорватися до найважливіших нафтових районів Кавказу. У грудні 1942 року призначений заступником командувача військ 58-ї армії. З 25 січня по 10 лютого 1943 року Іван Рослий виконував обов'язки командувача 46-ї армії Закавказького та Північно-Кавказького фронтів. Під його керівництвом війська успішно діяли в Північно-Кавказькій, Новоросійсько-Майкопській та Краснодарській наступальних операціях, у тому числі у захопленні міст Майкоп та Краснодар. Після виведення 46-ї армії в резерв фронту, у травні 1943 року генерал Іван Рослий знову призначений заступником командувача військ 58-ї армії.

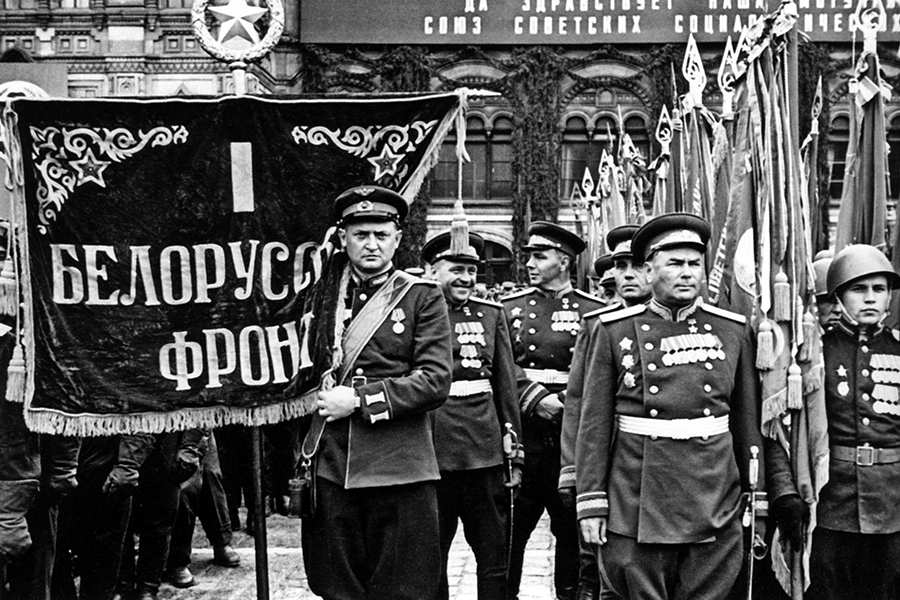
Командир зведеного полку 1-го Білоруського фронту на Параді Перемоги

У середині червня 1943 року вступив у командування 9-м Червонопрапорним стрілецьким корпусом 58-ї армії Північно-Кавказького фронту і цим корпусом командував до кінця війни. У вересні-жовтні 1943 року корпус брав участь у Новоросійсько-Таманській наступальній операції. У жовтні 1943 року корпус було передано до складу 5-ї ударної армії Південного фронту, брав участь у Донбаській та Мелітопольській наступальних операціях та захопленні міст Макіївка, Орджонікідзе, Сталіно, Пологи, Чистяково. З березня до кінця серпня 1944 року корпус бився у складі 57-ї армії 3-го Українського фронту і за цей час взяв участь в Одеській операції, боях із захоплення та утримання плацдарму на правому березі Дністра на північний захід від Бендер і початковій фазі Ясько-Кишинівської операції. Наприкінці серпня корпус був знову включений до складу 5-ї ударної армії, яка до кінця жовтня перебувала в резерві Ставки ВГК і потім увійшла до складу 1-го Білоруського фронту. Іван Рослий командував військами корпусу в ході Варшавсько-Познанської операції, бойових дій з утримання та розширення плацдарму в районі Кюстрина та в Битві за Берлін.
4 травня 1945 року за бойові відзнаки під час штурму Берліна командувач військами 5-ї ударної армії генерал-полковник Микола Берзарін представив комкора Рослого до нагородження другою медаллю «Золота Зірка» Героя Радянського Союзу, але вищі інстанції знизили статус нагороди до ордена Леніна.
На Параді Перемоги генерал-лейтенант Іван Рослий командував зведеним полком 1-го Білоруського фронту.

## Післявоєнний час
Після війни продовжив службу в армії, був призначений помічником командувача 11-ї гвардійської армії в Особливому та Прибалтійському військових округах (1945—1947). 1948 року закінчив Вищі академічні курси при Вищій військовій академії ім. К.Е Ворошилова і з серпня 1948 року був помічником командувача 11-ї гвардійської армії Прибалтійського військового округу. З серпня 1949 року командував 16-м гвардійським стрілецьким Кенігсберзьким корпусом. З вересня 1955 року — перший заступник командувача 11-ї гвардійської армії Прибалтійського військового округу. У березні 1957 року призначений 1-м заступником командувача військ Прикарпатського військового округу по ЗВО. З травня 1961 року у відставці.
Жив у Одесі. Помер на 79-му році життя 15 жовтня 1980 року. Похований на Кунцевському кладовищі Москви.

## Військові звання
- майор;
- полковник (1940, минаючи звання підполковника. Формально звання підполковник запроваджено 1.09.1939 р, але оголошено наказом НКО 26 липня 1940 р. Тому формально минаючи звання підполковника, практично наступне);
- генерал-майор (13.05.1942)
- генерал-лейтенант (20.04.1945)

## Нагороди
- Герой Радянського Союзу (21.03.1940, медаль «Золота Зірка» № 115);
- три ордени Леніна (21.03.1940 , 29.05.1945 [ 12 ], 15.11.1950[12]);
- чотири ордена Червоного Прапора (13.12.1942 [ 18 ], 3.11.1944[13], 6.04.1945, 5.11.1954);
- орден Суворова II ступеня (19.03.1944) [ 22 ] ;
- орден Кутузова II ступеня (17.09.1943) [ 23 ] ;
- орден Богдана Хмельницького II ступеня (13.09.1944) [ 24 ] ;
- медаль «За оборону Кавказу»;
- медаль «За взяття Берліна»;
- медаль «За визволення Белграда»;
- медаль «За визволення Варшави»;
- інші медалі СРСР;

Іноземні ордени та медалі:
- орден «Хрест Грюнвальда» 3-го ступеня (Польща 24.04.1946)[14];
- орден Тудора Володимиреску 3-го ступеня (Румунія)[15];
- медаль «За Одру, Нісу та Балтику» (Польща 15.04.1946)[16];
- медаль «За Варшаву 1939-1945» (Польща 27.04.1946)[17];
- медаль «25 років визволення Румунії» (Румунія)[18]

## Пам'ять
- Почесний громадянин Владикавказу.

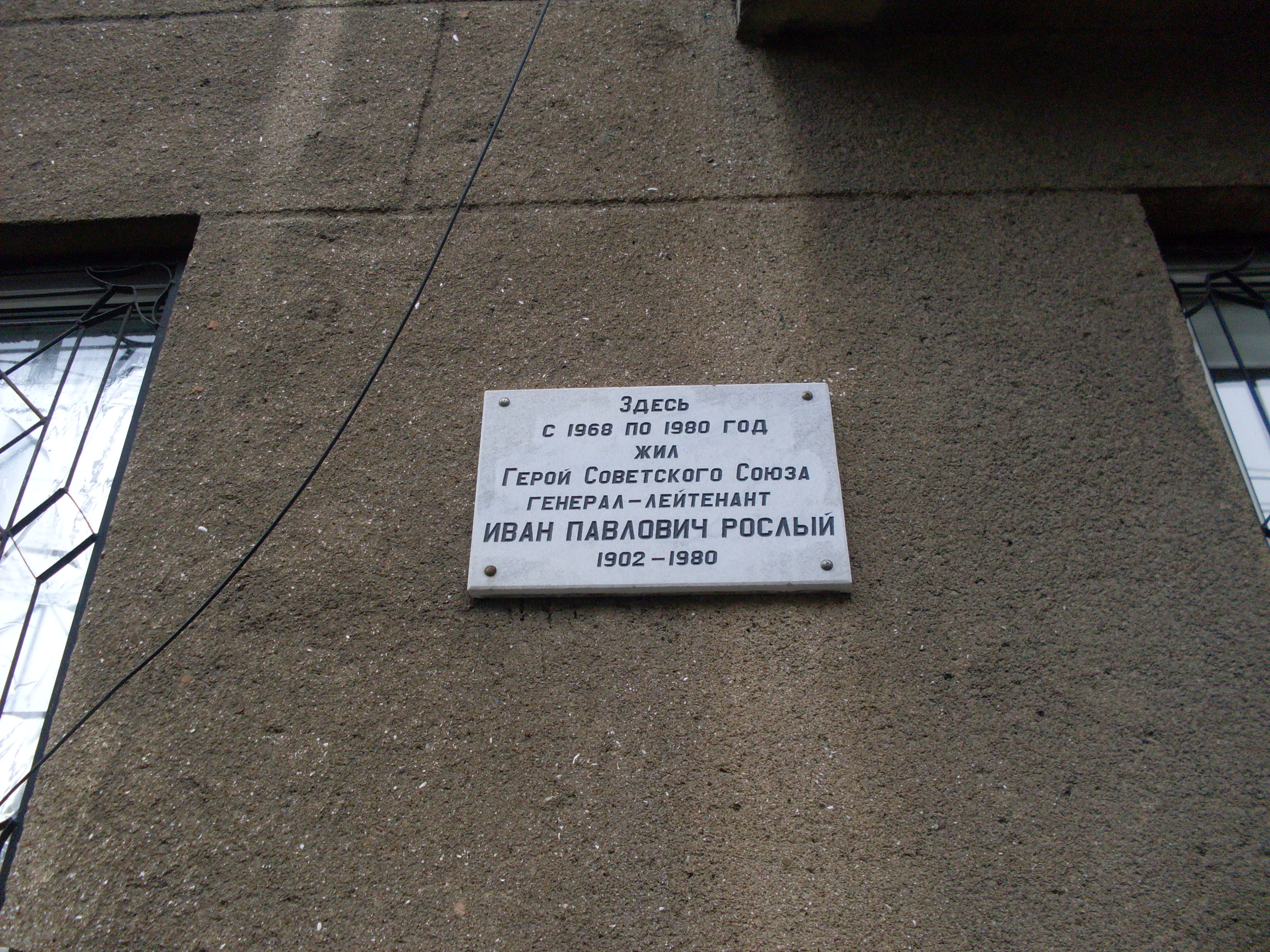
Меморіальна дошка в Одесі

- Іменем Івана Рослого названо вулиці в Донецьку[19] та Краснодарі.
- В Одесі, на будинку № 1/3 на вулиці Гоголя, в якому з 1968 по 1980 рік мешкав Іван Високий, встановлена меморіальна дошка.
- Меморіальна дошка на згадку про Івана Рослого встановлена на фасаді будівлі середньої школи № 94 міста Краснодара[20].
- Меморіальну дошку встановлено на будівлі Петровобудської основної загальноосвітньої школи.
- У 2021 році студією «МІРРЕН-ФІЛЬМ» на базі Мосфільму, під керівництвом онуки Івана Рослого Марини Яценко було знято повнометражний документально-ігровий фільм «Герой-115» на YouTube[21].

## Кіновтілення
- Історичний художній фільм «Герой 115» (2021) — роль виконав Віктор Добронравов
- Серіал «Рослий» (2025) — роль виконав Кирило Зайцев

## Твори
- Рослый И. П. Одиннадцатое февраля //  — М. : Воениздат, 1941. — С. 21—23.
- Рослый И. П.  — М. : ДОСААФ, 1977. — 256 с. — (За честь и славу Родины)
- Рослый И. П.  — М. : Воениздат, 1983. — 320 с. — 80000 прим. Архівна копія на сайті Wayback Machine.